# ژویینتسه
ژویینتسه (به صربی: Žujince) یک منطقهٔ مسکونی در صربستان است که در پریچو واقع شده‌است. ژویینتسه ۸٫۳۱ کیلومتر مربع مساحت و ۱٬۲۴۸ نفر جمعیت دارد.